# Ștefan Târnovanu
Ștefan Târnovanu (Iași, 9 de mayo de 2000) es un futbolista rumano que juega en la demarcación de portero para el FCSB de la Liga I.

## Selección nacional
Tras jugar en las categorías inferiores de la selección, finalmente hizo su debut con la selección de fútbol de Rumania el 20 de noviembre de 2022 en un encuentro amistoso contra Moldavia que finalizó con un resultado de 0-5 a favor del combinado rumano tras los goles de Olimpiu Moruțan, Denis Drăguș, Alexandru Cicâldău, Daniel Paraschiv y Adrián Rus.

### Participaciones en Eurocopas
| Copa          | Sede     | Resultado        | Partidos | Goles |
| ------------- | -------- | ---------------- | -------- | ----- |
| Eurocopa 2024 | Alemania | Octavos de final | 0        | 0     |

## Clubes
| Club                          | País    | Año       | Partidos | Goles |
| ----------------------------- | ------- | --------- | -------- | ----- |
| CSM Politehnica Iași          | Rumania | 2017-2018 | 0        | 0     |
| CS Știința Miroslava (cedido) | Rumania | 2018      | 4        | 0     |
| CS Sportul Snagov (cedido)    | Rumania | 2019      | 4        | 0     |
| CSM Politehnica Iași          | Rumania | 2019-2020 | 16       | 0     |
| FCSB                          | Rumania | 2020-     | 166      | 0     |

## Palmarés

### Títulos nacionales
| Título               | Club | País    | Año  |
| -------------------- | ---- | ------- | ---- |
| Liga I               | FCSB | Rumania | 2024 |
| Liga I               | FCSB | Rumania | 2025 |
| Supercopa de Rumania | FCSB | Rumania | 2025 |